# Młodzieżowa Drużyna Pożarnicza
Młodzieżowa Drużyna Pożarnicza (MDP) – komórka organizacyjna jednostki Ochotniczej straży pożarnej, która jest powoływana na podstawie Statutu OSP przez zarząd organizacji, który w tej sprawie podejmuje stosowną uchwałę.
MDP powołuje się w celu szerszego zainteresowania młodzieży działalnością społeczną na rzecz ochrony przeciwpożarowej oraz przygotowania jej do bezinteresownej służby w szeregach OSP. Jej członkami mogą być dziewczęta i chłopcy w wieku do 18 lat. Dolną granicę wieku wyznacza statut danej OSP.
Podstawowe zadania MDP to m.in.: udział w zapobieganiu pożarom poprzez oddziaływanie na środowisko w celu przestrzegania przepisów przeciwpożarowych; podnoszenie wiedzy i umiejętności swoich członków w dziedzinie ochrony przeciwpożarowej; organizowanie działalności kulturalno-oświatowej w środowisku z uwzględnieniem problematyki ochrony przeciwpożarowej; rozwijanie sprawności fizycznej członków poprzez uprawianie różnych dyscyplin sportowych i turystyki; podejmowanie i realizacja zadań pożytecznych dla ochrony przeciwpożarowej i drużyny oraz macierzystej OSP; działalność wolontarystyczna.